# Kalkera, Gangawati
Kalkera là một làng thuộc tehsil Gangawati, huyện Koppal, bang Karnataka, Ấn Độ.